# Banque du peuple
La Banque du Peuple est la première banque canadienne-française à voir le jour dans les colonies de l'Amérique du Nord britannique. Elle est fondée à Montréal le 12 février 1835 par Jacob de Witt et la famille Viger, et elle prend d’abord le nom de Viger, De Witt & Cie. Au départ, on présente la banque comme un moyen de faire prospérer la population du Bas-Canada en la dotant de ses propres institutions financières, contrôlées par ses élites économiques. On l'oppose ainsi aux autres banques coloniales comme la Banque de Montréal (1817), la Banque de Québec (1818), la Banque du Canada (1822) et la Banque de la Cité (1833) que les journaux francophones de l’époque présentent comme des outils au service d’une élite de marchands et de bureaucrates anglo-protestants. La Banque du Peuple se veut donc une entreprise bancaire de taille plus modeste, principalement au service des Canadiens français.
La Banque du Peuple reste active jusqu’en 1895. Elle fait faillite cette année-là et devient la première banque canadienne-française à fermer ses portes.
Elle est généralement associée à la société secrète des Fils de la liberté et au Parti patriote étant donné que plusieurs personnalités importantes de ces deux associations soutiennent ouvertement le développement de la banque dans les années 1830. Quelques membres des Fils de la liberté, dont Thomas Storrow Brown, chef de la division militaire, Jean-Louis Beaudry, vice-président des Fils de la liberté, Rodolphe Desrivières, chef de la sixième section, travaillent également à la Banque du Peuple. Ses fondateurs, Jacob de Witt et Louis-Michel Viger, sont aussi liés au Parti patriote. De Witt, à la fois marchand et député, soutient directement et financièrement le parti. Quant à Louis-Michel Viger, il est cousin et ami de Louis-Joseph Papineau, l'une des figures centrales du Parti patriote.

## Contexte

### Les banques bas-canadiennes dans la première moitié duXIXesiècle
L’économie du Bas-Canada connait de nombreuses transformations menées par la grande bourgeoisie anglophone dans les décennies qui précèdent l’Acte d’Union (1840) et au cours des années qui suivent avec l’adoption de la politique de libre-échange par le Royaume-Uni. Parmi les changements apportés dans les décennies qui précèdent l’Acte d’Union, se trouve certainement la multiplication des banques coloniales. Rapidement, ces banques bas-canadiennes deviennent des acteurs significatifs sur la scène politique et économique. Elles redéfinissent en partie la vie matérielle et les rapports sociaux de la population bas-canadienne. Leurs deux principaux rôles sont de faciliter les échanges commerciaux entre marchands, surtout ceux bien nantis, et d’émettre des billets qui ont une influence sur l’équilibre monétaire et le crédit dans la colonie. Les premières banques créées, soit la Banque de Montréal et la Banque de Québec, sont conçues pour faciliter le transport des produits de base en partance du Haut-Canada vers la Grande-Bretagne. Les marchands qui ont insisté auprès du gouvernement pour l’ouverture de ces banques veulent des méthodes de paiement plus efficaces entre eux et leurs fournisseurs. D’une part, l’idée est d’avoir des banques qui produisent des billets qui soient rachetables en espèces. D’autre part, les marchands veulent diminuer leur lot de responsabilité envers les créanciers en impliquant des actionnaires comme l’État avec ces banques. Ainsi, s’il arrive que leur commerce soit désastreux, les marchands ne sont pas les seuls acteurs qui doivent assumer leur part.

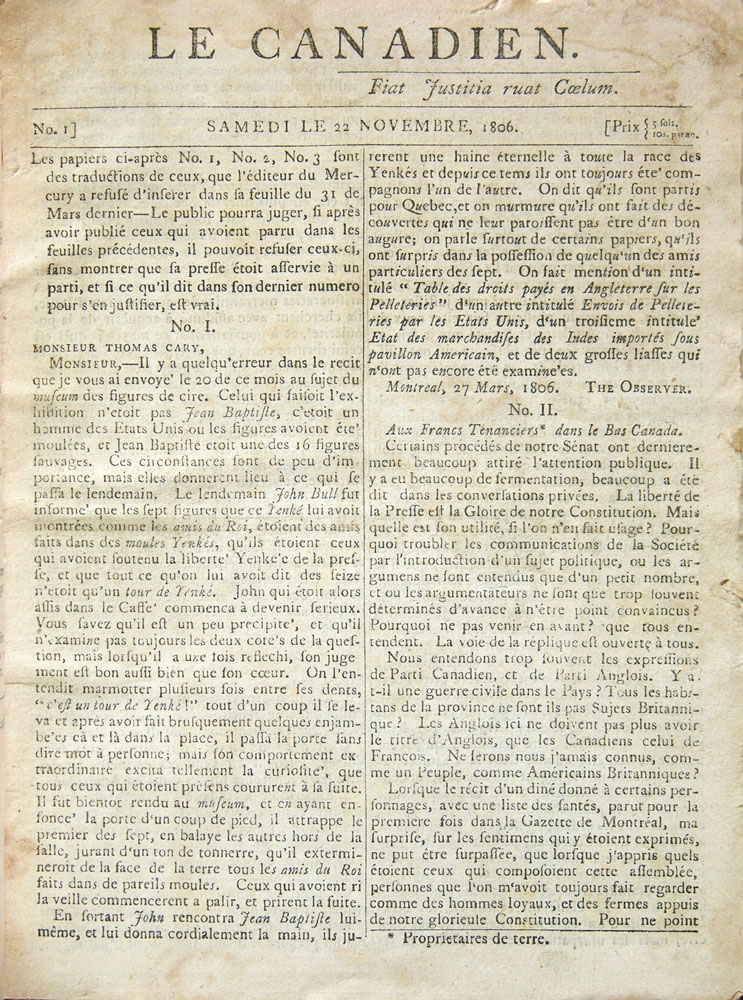
Le Canadien, un des principaux journaux francophones. Il soutient le Parti patriote et la Banque du Peuple dans la première moitié du XIXe siècle.

Les marchands qui opèrent à plus petite échelle ne trouvent pas leur compte avec les premières banques puisqu’elles sont presque uniquement au service des grands marchands. Ils se tournent donc vers l’État afin de pouvoir ouvrir leurs propres institutions bancaires et répondre ainsi davantage à leurs besoins. Il y a donc multiplication des banques dans les colonies britanniques d’Amérique du Nord. En 1875, on compte plus de 50 banques en activité dans ce qui est devenu le Canada. Les marchands canadiens-français ouvrent 7 banques entre 1835 et 1875 et leur apport au mouvement est indéniable, même avant 1835. Entre 1818 et 1835, un tiers des directeurs de la Banque de Québec sont francophones, alors que 20% le sont pour la Banque de la Cité et 10% pour la Banque de Montréal. Cela étant dit, il ne faut pas non plus s’imaginer que cette représentation francophone au sein des banques constitue un contre-pouvoir face aux membres anglophones de la direction, comme le rappelle l’historien Ronald Rudin. En fait, les membres francophones sont principalement des fonctionnaires du gouvernement ou des hommes utiles surtout pour leurs relations politiques. Ils ont peu de pouvoir décisionnel en ce qui concerne les crédits bancaires. Les membres francophones occupent pour ainsi dire un rôle subordonné au sein de la direction même s’ils sont présents.
Au moment de la Confédération en 1867, parmi les 28 banques à charte du Canada, seulement trois sont des institutions canadiennes-françaises : la Banque Nationale, la Banque Jacques-Cartier et la Banque du Peuple. Et leur champ d’action est inférieur à celui de la plupart des banques anglaises établies depuis des années. Il en va de même des ressources à leur disposition en tous points inférieures aux institutions canadiennes-anglaises.

## Fondation

### Jacob De Witt (1785-1859)
Jacob De Witt nait aux États-Unis dans l’état du Connecticut en 1785. Il déménage avec sa famille à Montréal en 1802, alors qu’il a 17 ans. Il apprend ses premières notions en finance et en affaire avec son père dans les années qui suivent. En 1812, pendant la guerre anglo-américaine, il marchande du fer et fait plusieurs transactions qui lui permettent d’acquérir une richesse significative. Le 9 novembre 1814, il signe un acte de société d’une durée de trois ans avec George Busby Willard pour codiriger une ferronnerie. Il crée, quelques années plus tard, sa propre compagnie sous le nom de Jacob De Witt & Cie. Son commerce de ferronnerie est fructueux et De Witt ne tarde pas à être impliqué dans les activités sociales de Montréal en raison de sa fortune et de son influence croissante.
Sympathique à la lutte des Canadiens français au parlement contre l’oligarchie soutenue par Londres, De Witt obtient une place à l’Assemblée législative en 1830 et participe dès lors aux débats. Dès ses débuts au parlement, il s’associe au Parti patriote et à ses chefs, dont Louis Joseph Papineau, Denis-Benjamin Viger et Pierre Bédard. Il vote pour les quatre-vingt-douze résolutions et supporte Bédard à la Chambre lors de leur présentation en 1834.
En 1833, De Witt est approché par un groupe d’homme d’affaires qui soutiennent également le Parti patriote au parlement. Ces hommes cherchent à instituer une nouvelle société bancaire principalement au service de la population du Bas-Canada et qui supporte les valeurs libérales en vogue. L’objectif est de s'assurer que la population bas-canadienne a accès à l’aide pécuniaire nécessaire pour favoriser le commerce et l’industrie de la province. Le principal promoteur de ce projet est Louis-Michel Viger.

### Louis-Michel Viger (1785-1855)

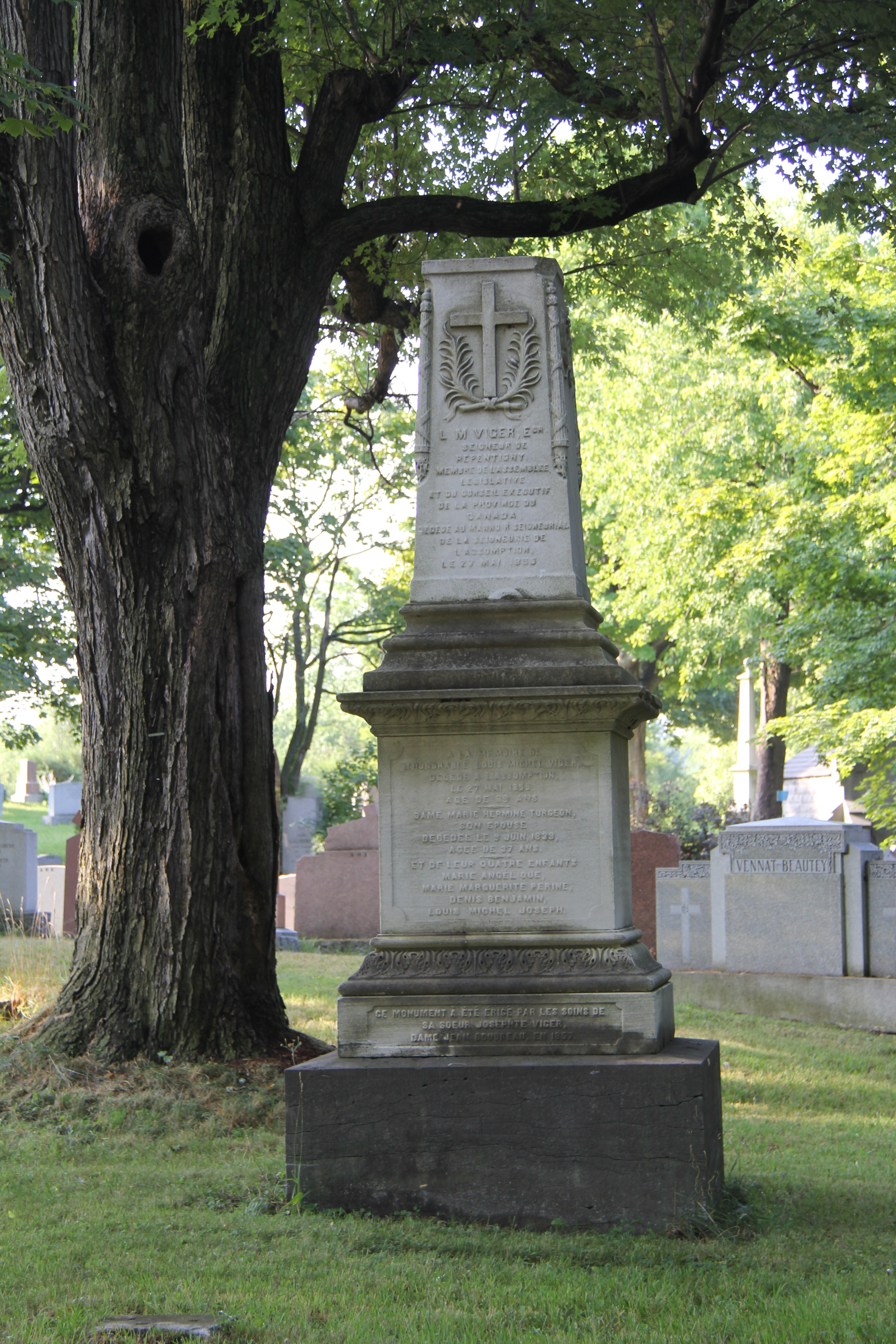
Monument commémoratif de Louis-Michel Viger (1786-1855) situé au cimetière Notre-Dame-des-Neiges (E45) à Montréal.

Au moment où Louis-Michel Viger approche De Witt en 1833, il exerce la profession d’avocat à Montréal. Tout comme De Witt, Viger est député à l’Assemblée législative et soutient fermement le Parti patriote.
La famille de Louis-Michel Viger se démarque d’abord en tant qu’artisan après la Conquête et devient graduellement une famille prestigieuse au sein de la population canadienne-française. Viger peut ainsi avoir accès à une bonne éducation et suit son cours classique au collège Saint-Raphaël, de 1796 à 1803, au côté de Louis-Joseph Papineau. Avec son cousin Denis-Benjamin Viger, il commence l'apprentissage du droit en 1802. Viger est admis au barreau cinq ans plus tard, soit en 1807. Il pratique le métier d’avocat dès l’âge de 21 ans. En contact avec la récente et montante petite bourgeoisie de Montréal, Viger côtoie beaucoup de gens de professions libérales qui, tout comme lui, s’intéressent aux idées de liberté et d’égalité, de même qu’à l’idée de souveraineté du peuple bas-canadien qui se renforce dans la première moitié du XIXe siècle.
Tout en pratiquant son métier d’avocat, Viger s’implique dans le milieu politique dès 1815 environ. Au fil des années, il acquiert du prestige, des titres et des possessions foncières. Il est élu député de Chambly en 1830 et arrête conséquemment de pratiquer sa profession en 1832. Il est réélu en 1834 et vote pour les quatre-vingt-douze résolutions au parlement la même année. Au parlement, Viger, de même que De Witt, appuie ses collègues du Parti patriote dans la demande d’un contrôle des revenus et dépenses du gouvernement qui passerait dans les mains des représentants du peuple bas-canadien. Réticent à cette idée, le pouvoir exécutif refuse. En conséquence, en 1837, Viger, De Witt et leurs collègues encouragent le « boycottage » des différents produits importés et taxés afin d’empêcher l’administration coloniale britannique d’avoir accès aux revenus des douanes.
À la suite de la rébellion des Patriotes de décembre 1837, le mandat de Viger prend fin avec la suspension de la Constitution du Bas-Canada.

### Naissance de la Banque du Peuple
Une première tentative de création de la Banque du Peuple à Montréal se produit à l’été 1833. Ce premier essai est orchestré par un petit groupe de réformateurs, principalement des citoyens de Montréal, mais également quelques Américains de provenances diverses, incluant New York, Boston et Stanstead. Parmi ce groupe, dix-sept personnes signent une série d’articles au mois d’août 1833 pour établir les grandes lignes de conduite de la banque ainsi que le mode opératoire pour la mise sur pied de l’institution. Toutefois, le projet est rapidement abandonné dans les mois qui suivent. Cet abandon est probablement due à l'influence de certains éléments conservateurs dans la société du Bas-Canada, de même qu’à la réticence d’une forte majorité des réformateurs qui hésitent encore à s’engager dans un projet aussi ambitieux et couteux en capital, en temps et en prestige.

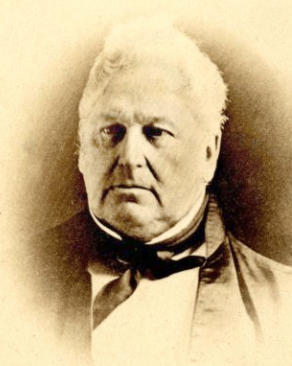
Photographie de Louis-Michel Viger prise vers 1850. Conservée à la BAnQ du Vieux-Montréal. Fonds Famille Bourassa.

Une nouvelle tentative est faite deux ans plus tard, en 1835. Parmi les dix-sept réformateurs qui ont signé en 1833, six signent à nouveau l’entente de projet. Mieux organisés et plus confiants, les associés réussissent cette fois-ci leur entreprise financière. La société en commandite est formée en 1835 sous le nom de « Viger, De Witt & Cie ». Viger, De Witt & Cie ouvre ses portes aux clients le 11 juin 1835 et est connue dès cet instant sous le nom de la « Banque du Peuple ».
Le nom initialement choisi pour la banque en 1833 est « La Banque du Peuple de la Cité de Montréal ». Ce nom n’est toutefois pas réutilisé en 1835 afin d’éviter toute confusion avec la Banque de la Cité, qui ouvre en 1833. Viger, De Witt & Cie adopte officiellement le nom de Banque du Peuple lors de son incorporation en 1843. Entre 1835 et 1843, la banque utilise les noms « Banque du Peuple » et « Viger, De Witt & Cie » de façon interchangeable.

## Entreprise
La Banque du Peuple débute en affaires avec un capital de 75 000 livres sterling. Chacun des associés de l’établissement verse une somme considérable pour atteindre ce montant. Ils obtiennent en échange, certes, le commandement de la banque, mais aussi la responsabilité de rembourser toutes ses dettes. Les commanditaires, quant à eux, n’ont aucune réelle responsabilité excepté le montant de leurs actions. Au même titre que les associés de la banque, les commanditaires reçoivent les mêmes dividendes sur leur capital investi.

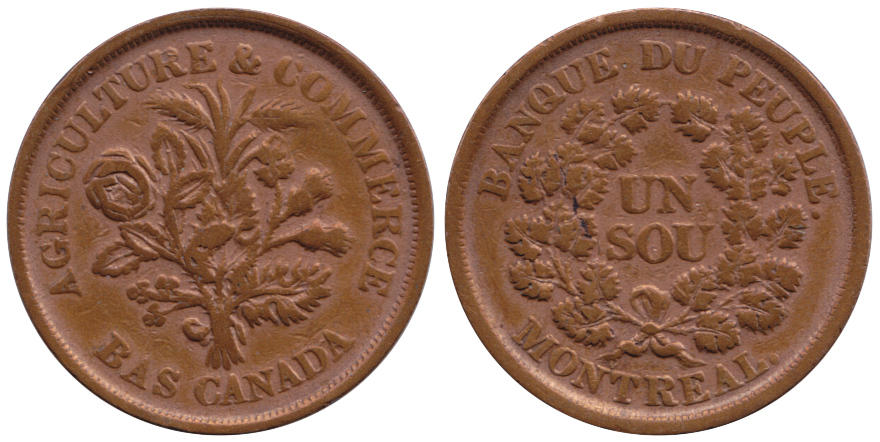
Pièce en cuivre d'un sou de la Banque du Peuple, 1838. Diamètre 27.2 mm, épaisseur 1.7 mm, poids 8.31 g. Bord côtelé. Frappé à Belleville, New Jersey, États-Unis.

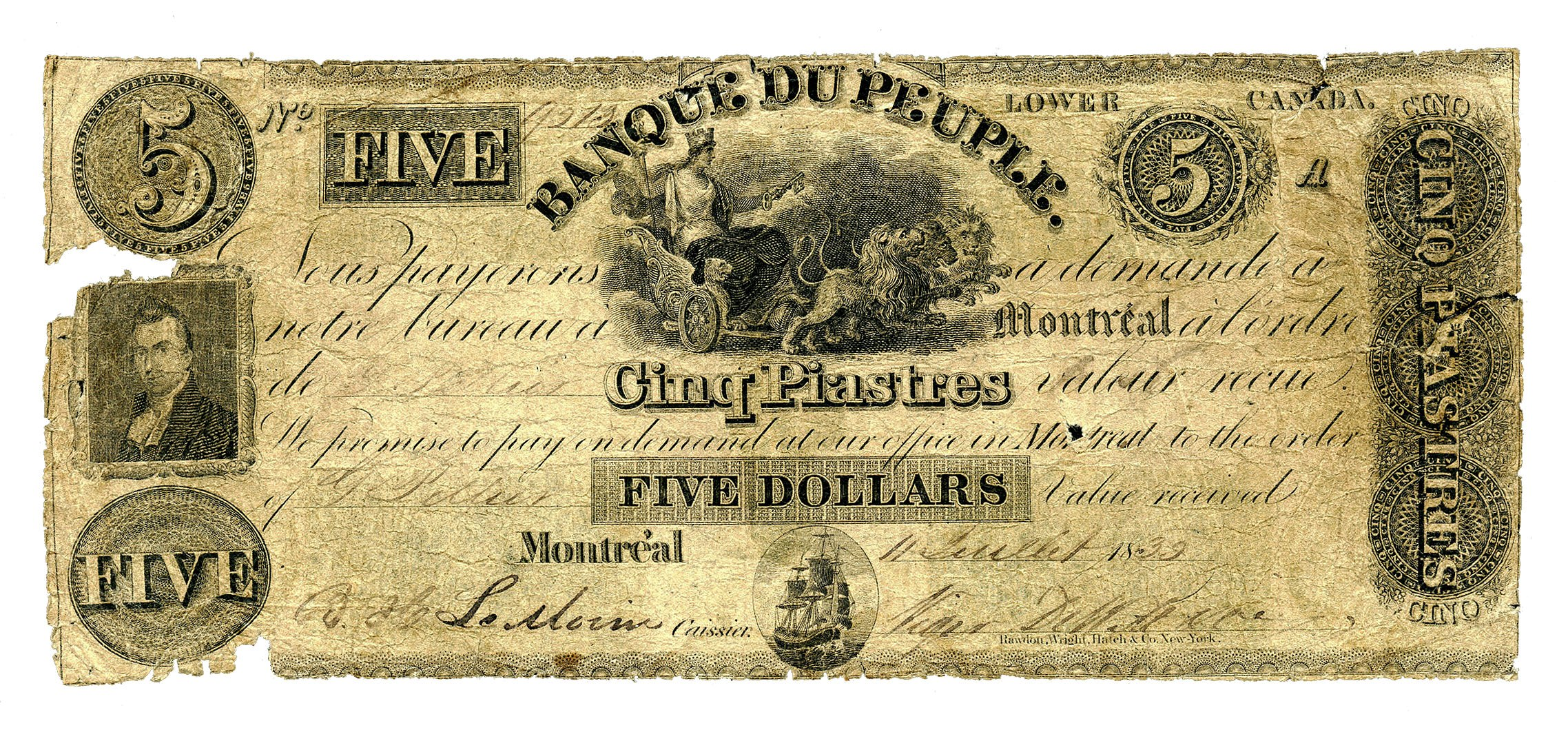
Billet de 5 piastres de la Banque du Peuple, 1839.

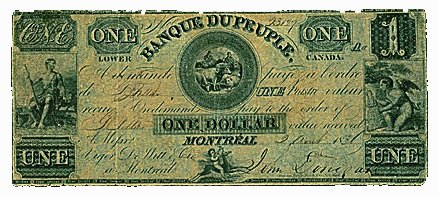
Billet d'une piastre de la Banque du Peuple, 1836.

### La Banque du Peuple et le mouvement patriote
Lord Durham, en écrivant sur la Banque du Peuple, mentionne qu’il s’agit d’un point positif pour l’énergie commerciale du Bas-Canada. Il regrette toutefois l’aspect nationaliste intrinsèque à l’établissement. Il avance également que les fonds de la Banque du Peuple servent selon lui à financer la rébellion des Patriotes en 1837-1838 par l’achat d’armes. Toutefois, cette affirmation est niée par les directeurs de la banque. De Witt, notamment, ne prend pas ces accusations sérieusement. Viger, partisan actif du Parti patriote, est quant à lui tout de même arrêté et emprisonné en 1838. Il reçoit son pardon en 1839. Dans l’ensemble, les liens entre la Banque du Peuple, le Parti patriote et les Fils de la liberté sont évidents. Toutefois, le lien financier entre les trois organisations n’a jamais été prouvé avec certitude.

Papineau et le Parti patriote se positionnent en effet en faveur des banques sous contrôle local au Bas-Canada, avec la Banque du Peuple qui se trouve en chef de file. Outre les discours au parlement, le Parti patriote fait également usage des journaux pour vendre les mérites de l’entreprise bancaire à petite échelle. Il reprend essentiellement le discours jacksonien qui circule à la même époque aux États-Unis en ce qui concerne le danger que peuvent représenter les grands capitalistes.

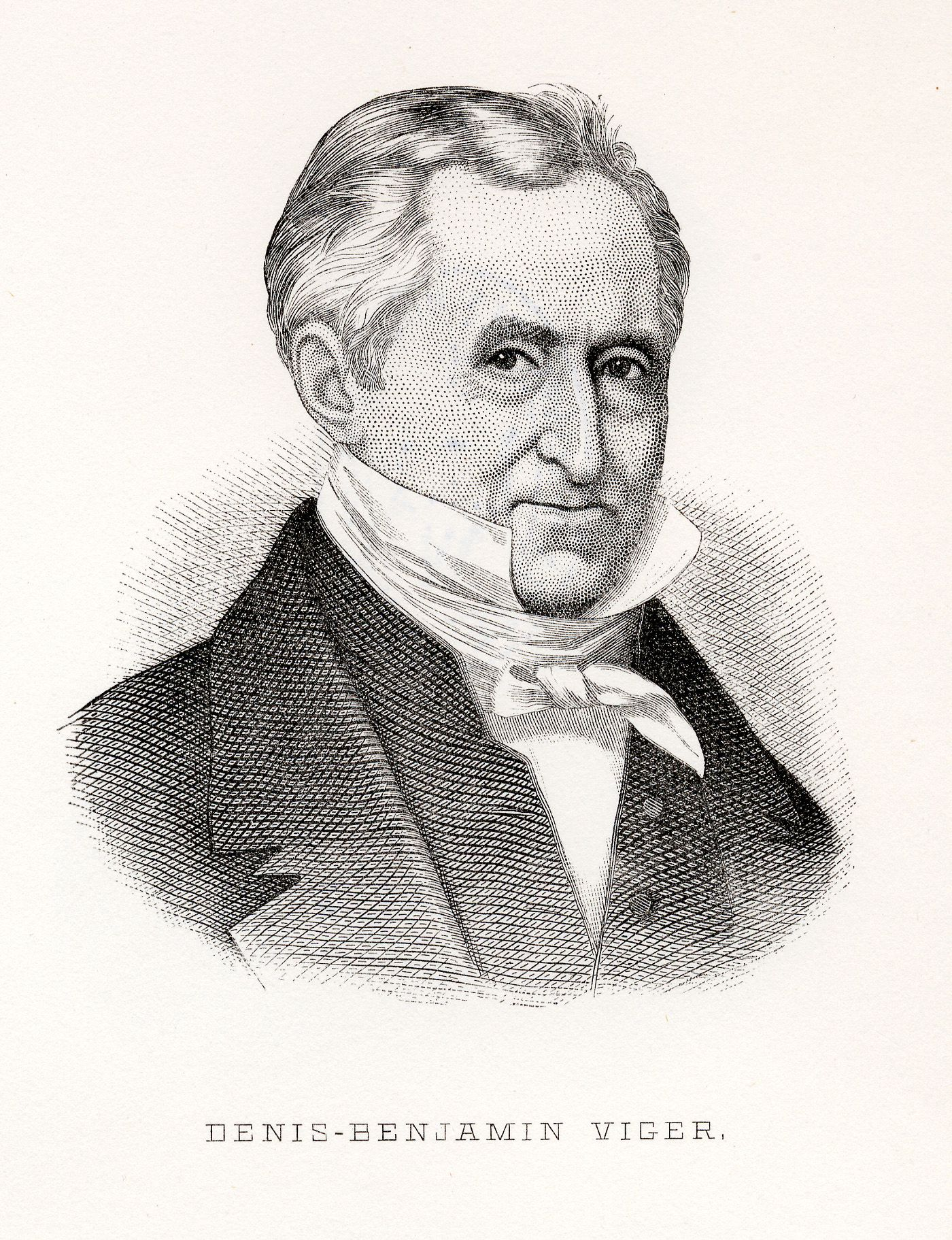
Denis-Benjamin Viger, cousin et bon ami de Louis-Michel Viger. Certains billets de la Banque du Peuple avaient son effigie.

Étant donné les liens étroits entre le Parti patriote et la Banque du peuple, il est évident que la période de 1837 et 1838 représente un moment turbulent pour la banque. Il faut rappeler que les billets de banque qui circulent alors portent les effigies de Denis-Benjamin Viger et de Louis-Joseph Papineau. La banque, inquiète de perdre le contrôle, publie un communiqué dans les journaux francophones et anglophones le 21 novembre 1837 pour nier les soupçons selon lesquels elle financerait directement les soulèvements du Parti patriote. Au même moment, de nombreux déposants se précipitent vers la banque pour retirer leur argent, apeurés par les rumeurs. Le calme finit toutefois par être rétabli dans les mois qui suivent.

### La Banque du Peuple… une réussite?
La Banque du Peuple acquiert la confiance de sa clientèle et s’enrichit modestement entre la fin de la rébellion et l’incorporation de la banque en 1843. Les autres banques de Montréal la perçoivent de plus en plus comme une institution financière respectable au même niveau qu’elles.

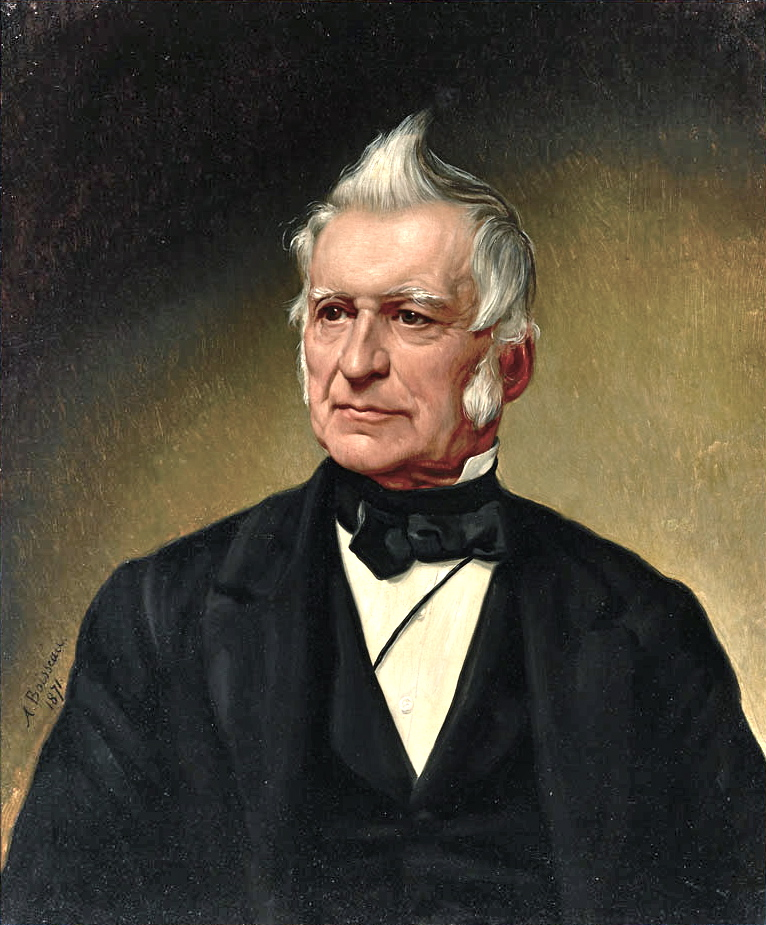
Louis-Joseph Papineau, l'une des figures centrales du Parti patriote. Collègue et bon ami de Louis-Michel Viger et Denis-Benjamin Viger. Certains billets de la Banque du Peuple avaient son effigie.

Tout au long de son établissement jusqu’aux trois dernières années de son existence, la Banque du Peuple reçoit des rapports favorables de son comité de vérification des comptes. On rapporte en moyenne des dividendes de 4% semestriellement. La banque peut donc se permettre de maintenir une position stable tout en faisant croitre lentement son activité.
À partir des années 1875, la banque s’est incontestablement taillée une place importante au sein de la population de la ville. Les habitants de Montréal, principalement francophones, ont confiance en la banque grâce notamment à sa gestion conservatrice et stable. Selon toute vraisemblance, la banque a également assez bien résisté aux années de dépression de la décennie 1870-1879. Bien qu’elle soit obligée de liquider ses fonds mis en réserve et de réduire ses dividendes de 8 % en 1875 à 4 % en 1880, elle ne suspend jamais ses activités pendant cette période. Le simple fait de pouvoir payer ses dividendes est par ailleurs un gage de réussite en soi en comparaison par exemple aux autres banques du même niveau local qui ont bien souvent dû s’incorporer ou fermer leurs portes pendant les années de dépression.
La ligne directrice conservatrice de la banque depuis sa création l’empêche toutefois d’être hautement rentable pendant la majeure partie du temps où elle est en activité. À partir des années 1880, la Banque du Peuple se voit finalement contrainte d’apporter des changements à son fonctionnement pour rester profitable. En 1885, les directeurs de la banque suspendent pour la première fois depuis sa création les paiements en dividendes. Ils demandent également aux actionnaires de réduire la valeur de leurs investissements de 25 % afin que la banque puisse se reconstruire une réserve de fonds et qu’elle puisse rembourser ses dettes. L’année 1885 marque donc le début des réformes de la banque, alors que certaines banques ont adapté leur fonctionnement aux nouvelles réalités économiques dès les années 1850.
L’année 1885 marque un changement au niveau de la direction de la banque. Jacques Grenier, directeur depuis déjà de nombreuses années, est promu au titre de président de la banque. Il annonce lors de la réunion annuelle de 1885 que les directeurs ont à compter de ce jour comme objectif d’ouvrir plusieurs succursales et d’augmenter la circulation des billets. En 1887, alors que la Banque du Peuple peine à atteindre la rentabilité, Joseph-Stanislas Bousquet est engagé comme caissier général à la banque. Grenier et Bousquet deviennent les nouvelles figures de la Banque du Peuple, et ils sont tous les deux pour une expansion accélérée des affaires de la banque.
Sous leur direction, les actifs de la Banque du Peuple augmentent de 190 % entre 1885 et 1895, alors que l’augmentation des actifs de la banque lors de la décennie précédente s’élève à seulement 45 %. Avec cette expansion rapide et l’image de la banque essentiellement au service des Canadiens français, Grenier et Bousquet deviennent deux figures privilégiées par la presse francophone à la fin des années 1880 et au début des années 1890.
Au cours des dernières décennies d’existence de la Banque du Peuple, la majorité des actions est détenue par des investisseurs anglophones, alors que les directeurs de la banque restent majoritairement francophones, principalement grâce à l’organisation et au passé unique de l’établissement. Parmi les dix branches de la banque ouvertes en 1895, neuf sont situées dans des villes qui possèdent une population francophone d’au moins 75%.

## Fermeture de la banque
Le 16 juillet 1895, la banque suspend ses activités et ferme ses portes. Les premiers signes qui signalent une anomalie au sein de l’institution surviennent seulement deux semaines plus tôt alors que le caissier J. S. Bousquet démissionne. Les premiers rapports sur son départ n’indiquent par ailleurs rien d’inquiétant. On mentionne une divergence d’opinions entre Bousquet et les administrateurs de la banque en ce qui concerne les pratiques administratives. Rapidement, le public apprend que les administrateurs lui ont en fait reproché d’avoir consenti des prêts non garantis. Au total, la valeur de ces crédits est de 1 500 000 dollars, l’équivalent de plus de cinquante millions en dollars de 1985. Quand la nouvelle se répand, les clients se ruent sur la banque en essayant de retirer leurs économies. Entre le 30 juin et le 31 juillet 1895, 2 millions sont retirés de la banque. La majorité de cette somme est toutefois extraite dans les quelques jours qui précèdent le 16 juillet 1895. La banque s’effondre en pratiquement trois jours, malgré l’aide financière de la Banque de Montréal et d’autres banques de la ville de Montréal qui parviennent à rediriger 1 million de dollars vers la Banque du Peuple pour empêcher qu’elle suspende ses opérations.
À la suite de la fermeture de la banque en 1895, plusieurs entreprises canadiennes-françaises seront entraînées dans sa chute. De longues batailles juridiques et politiques suivent. Finalement, la banque remet 75 % de la valeur des dépôts aux épargnants. Bousquet s’enfuit quant à lui aux États-Unis pour éviter les poursuites juridiques.

## Édifice
L'édifice de la Banque du Peuple est situé au 53-57, rue Saint-Jacques. (45° 30′ 19″ N, 73° 33′ 26″ O)
Il a été construit en deux étapes. L'ancien siège social a été construit en 1871-72, conçu par l'architecte Henri-Maurice Perrault. Sa façade a été intégrée lorsqu'on a agrandi l'édifice en 1893-94 d'après les plans des architectes Maurice Perrault, Albert Mesnard et Joseph Venne. Elle apparait à gauche de la façade actuelle. L'édifice est aujourd'hui occupé par un hôtel, Le Place d'Armes.

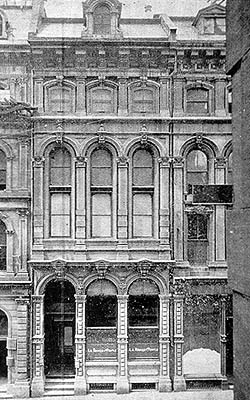
En 1891
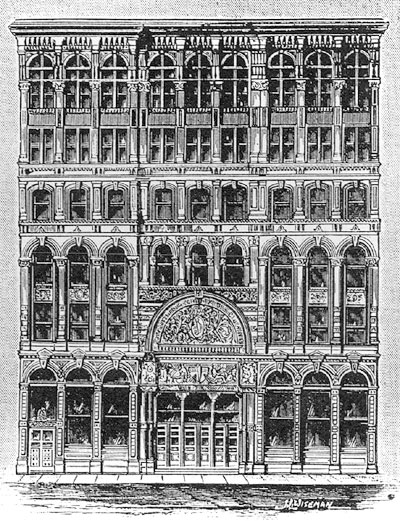
En 1894
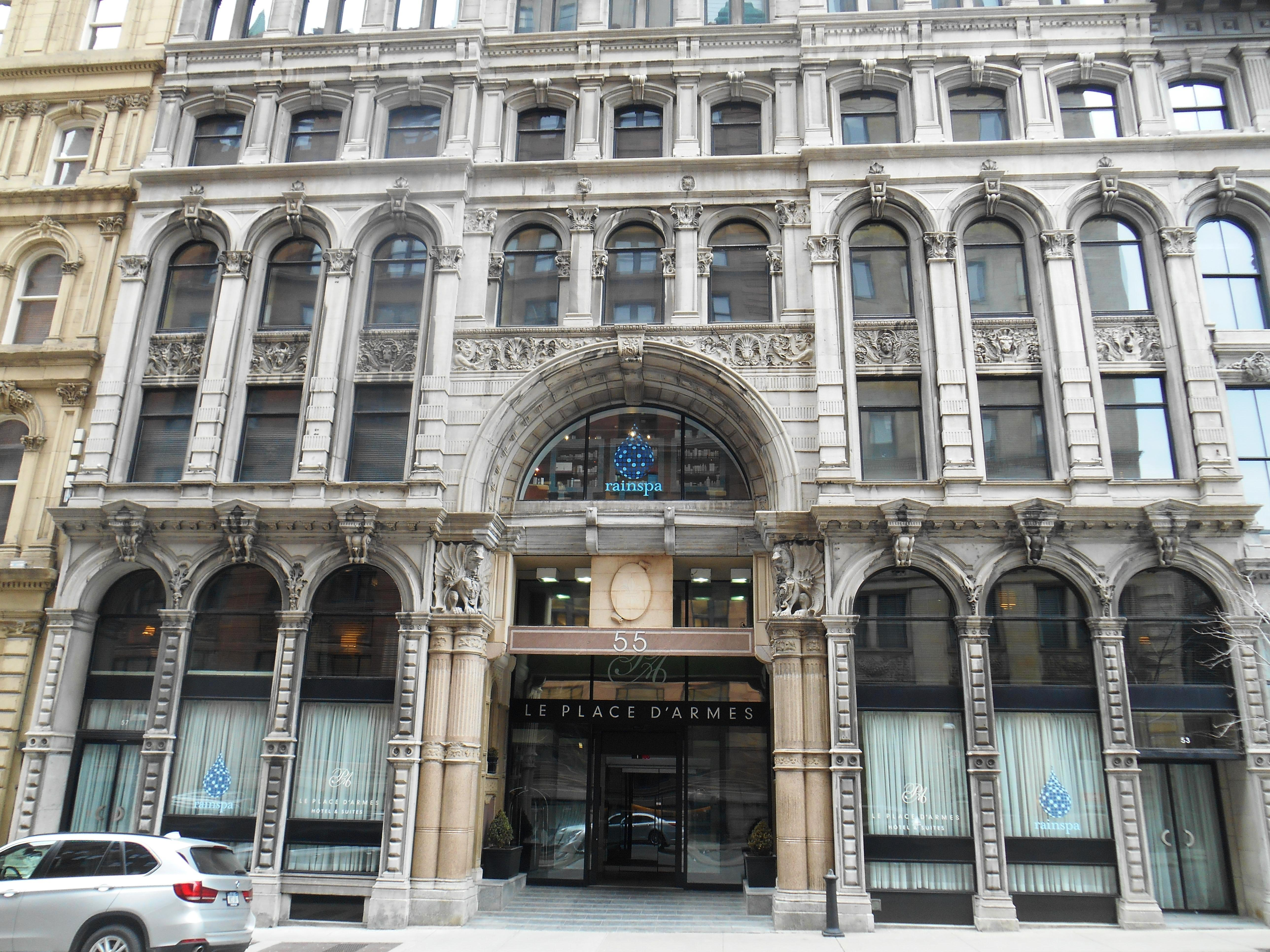
En 2014